# بريسيلا بيراليس
سيلفيا بريسيلا بيراليس إليزوندو (بالإسبانية: Priscila Perales)‏ (ولدت في 24 فبراير 1983 في مونتيري، نويفو ليون) ممثلة وعارضة أزياء مكسيكية، وحاملة لقب ملكة جمال سابقة بعد تتويجها بمسابقة ملكة جمال العالم 2007 ومثلت المكسيك في مسابقة ملكة جمال الكون 2006 واحلت من ضمن أفضل 10 منافسات.

## روابط خارجية
- بريسيلا بيراليس على موقع IMDb (الإنجليزية)
- Priscila Perales - Official site